# Ургенч (футбольный клуб)
Футбольный клуб «Ургенч» (узб. «Urganch» futbol klubi) — бывший узбекистанский футбольный клуб из одноимённого города Хорезмской области.

## Названия
- 1997 — «Тадбиркор».
- 1998 — «Ургенч».

## История
В 1997 году в Ургенче был создан футбольный клуб «Тадбиркор». В том же году он выиграл финальный турнир Второй лиги и завоевал право играть в Первой лиге.
В сезоне-1998 уже под названием «Ургенч» неудачно выступил в Первой лиге. В 1999 году клуб из-за нехватки финансирования прекратил существование.

## Статистика выступлений

### Чемпионаты Узбекистана
| Сезон | Лига        | Название    | И  | В | Н | П  | МЗ | МП | О  | Место (количество участников) | Примечание               |
| 1997  | Вторая лига | «Тадбиркор» | 5  | 5 | 0 | 0  | 11 | 1  | 15 | 1 (6)                         | ⇑ Переход в Первую лигу  |
| 1998  | Первая лига | «Ургенч»    | 38 | 8 | 5 | 25 | 42 | 94 | 29 | 19 (20)                       | ⇓ Переход во Вторую лигу |

### Кубок Узбекистана
| Сезон | И | В | Н | П | МЗ | МП | Стадия      |
| 1998  | 1 | 0 | 0 | 1 | 1  | 2  | 1/32 финала |

## Достижения
Победитель Второй лиги (1997).